# Drepanosticta khaochongensis
Drepanosticta khaochongensis är en trollsländeart som beskrevs av Syoziro Asahina 1984. Drepanosticta khaochongensis ingår i släktet Drepanosticta och familjen Platystictidae. IUCN kategoriserar arten globalt som otillräckligt studerad. Inga underarter finns listade i Catalogue of Life.